# Sundharun
Sundharun är en klippö i Finland. Den ligger i Finska viken och i kommunen Raseborg i den ekonomiska regionen  Raseborg i landskapet Nyland, i den södra delen av landet. Ön ligger omkring 89 kilometer sydväst om Helsingfors. På ön står Jussarö fyr.
Öns area är 1,4 hektar och dess största längd är 230 meter i sydväst-nordöstlig riktning. Närmaste befolkade plats är Tvärminne Zoologiska Station, 17,4 km väster om Sundharun.